# Natália Baranskaia
Natalia Vladimirovna Baranskaia ( em russo:  Наталья Владимировна Баранская  ; 31 de janeiro de 1908 – 29 de outubro de 2004) foi uma escritora soviética de contos e novelas. Baranskaia escreveu suas histórias em russo e ganhou reconhecimento internacional por seu retrato realista da vida cotidiana das mulheres soviéticas .

## Biografia
Baranskaia nasceu em 1908 em São Petersburgo, Rússia. Ela se formou em 1929 na Universidade Estadual de Moscou em filologia e etnologia . Ela se tornou uma viúva em 1943, quando seu marido morreu na Segunda Guerra Mundial. Ela tinha dois filhos e nunca mais se casou. Ela fez um trabalho de pós-graduação paralelamente enquanto criava os filhos e seguia uma carreira como profissional de museu. Ela trabalhou no Museu Literário e no Museu Pushkin em Moscou. Ela começou a escrever histórias depois de se aposentar do museu em 1966, e sua primeira história foi publicada em 1968 na revista literária russa Novy Mir . Ela morreu em 2004 em Moscou.

## Trabalhos publicados
A obra mais famosa de Baranskaya é "Uma Semana Como Qualquer Outra", uma novela publicada pela primeira vez em Novy Mir em 1969. Essa história lhe rendeu reconhecimento internacional. Foi publicado na revista americana Redbook em 1971 sob o título "Alarm Clock in the Cupboard", traduzido para o inglês por Beatrice Stillman. Uma tradução diferente de Emily Lehrman apareceu no The Massachusetts Review em 1974, desta vez sob o título "A Week Like Any Other Week", que é uma tradução livre para o inglês do título russo original da novela.
A novela "Uma semana como qualquer outra" é escrita como um relato em primeira pessoa de uma semana na vida de Olga Voronkova. A protagonista é uma cientista pesquisadora de 26 anos, casada e mãe de dois filhos, que faz malabarismos com uma carreira em tempo integral e uma lista aparentemente interminável de obrigações em casa. Olga está sempre com pressa e muitas vezes é privada de sono. Seus dias começam antes das 6 da manhã, terminam depois da meia-noite e são tão ocupados que, no final de cada dia, ela não consegue encontrar tempo ou energia para consertar um gancho que caiu do sutiã. Ela é forçada a refletir sobre sua vida cotidiana quando se depara com um "Questionário para Mulheres" obrigatório no trabalho - uma pesquisa que pede a Olga (e todas as suas colegas de trabalho) para calcular o tempo gasto em tarefas domésticas, cuidados com os filhos e lazer em um único semana. Sobre a categoria de lazer, Olga brinca que o único hobby que lhe resta é o esporte de correr: correr aqui e ali, para fazer compras e pegar o ônibus, sempre com uma pesada sacola de compras em cada mão. O "Questionário para Mulheres" também exige que Olga calcule quantos dias de trabalho ela perdeu em um ano, e ela se sente constrangida e culpada ao perceber que perdeu 78 dias de trabalho devido à doença de seu filho ou filha. A novela apresenta uma visão detalhada e realista das realidades diárias das mulheres soviéticas na década de 1960.
Baranskaia publicou mais de trinta contos e novelas, muitos deles tratando da vida e dos problemas das mulheres soviéticas. Além de publicar contos em revistas literárias, publicou diversas coletâneas. Suas coleções incluíam Uma Giselle Negativa (Отрицательная Жизель, 1977), Da Cor do Mel Escuro ( Цвет темного меду, 1977) e A Mulher com uma Sombrinha ( Женщина с зонтиком, 1981).
Em 1989, uma coletânea de sete de suas obras foi publicada nos Estados Unidos sob o título A Week Like Any Other: Novellas and Stories, traduzida para o inglês por Pieta Monks. A vida de mulheres trabalhadoras com filhos é um tema recorrente nessas histórias, publicadas pela primeira vez em russo entre 1969 e 1986. O foco de Baranskaya salta de personagem para personagem, e suas histórias se desenvolvem lentamente, por meio de ação e detalhes. "The Petunin Affair", contado do ponto de vista de um homem, revela o lado mesquinho dos burocratas soviéticos, enquanto "Lubka" traça a reforma de um delinquente juvenil.